# 萊基特人

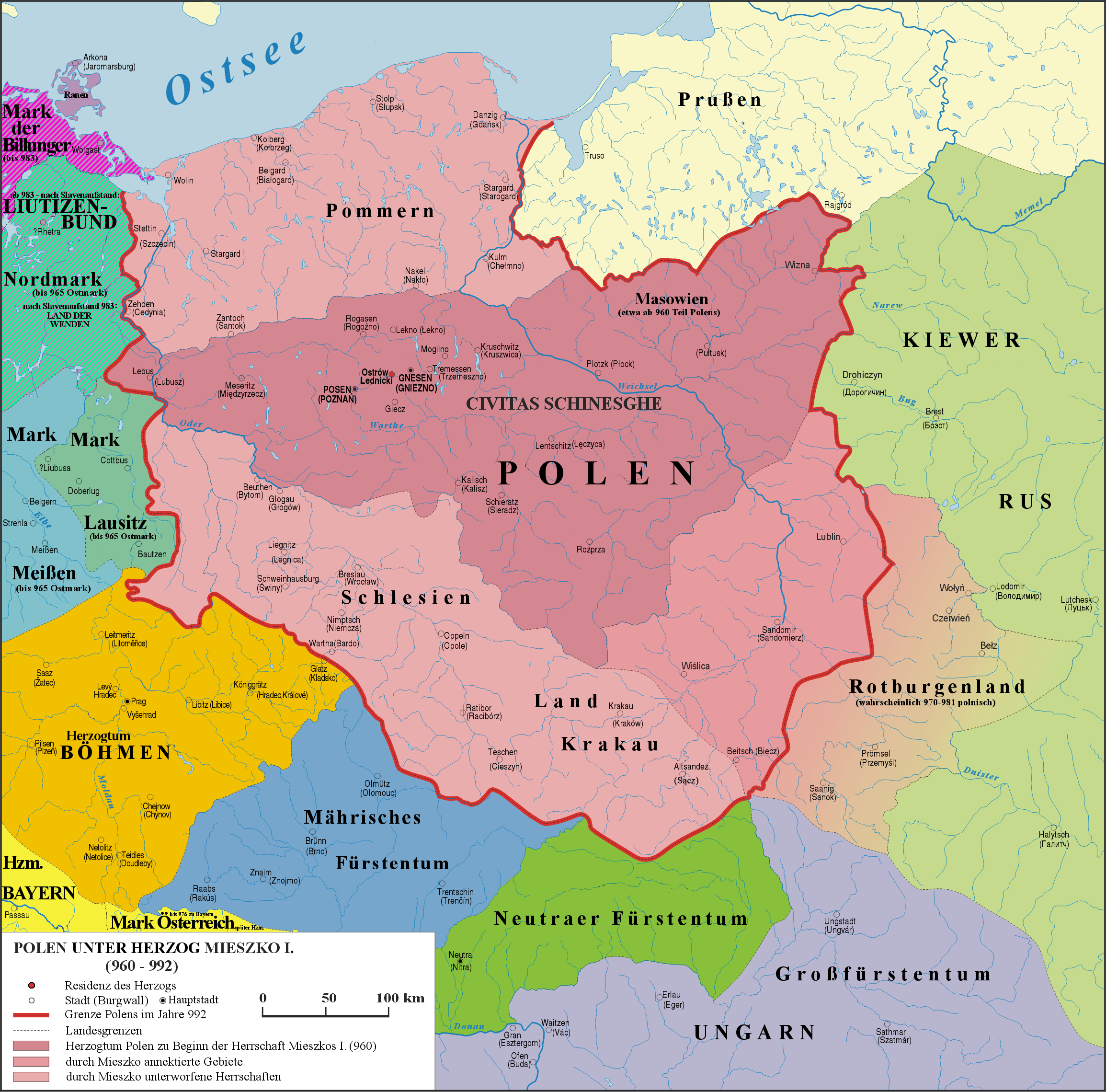
960-992年的波蘭，其中包含了萊基特人的領地

萊基特人（波蘭語：Lechici，德語：Lechiten），也稱為萊基特人部落（波蘭語：Plemiona lechickie，德語：Lechitische Stammen），是居住在現代波蘭和德国东部的某些西斯拉夫部落的名稱，他们是萊基特語的使用者。與捷克-斯洛伐克亞語群不同，他們是波蘭人、波美拉尼亞人和波拉比人的最親近的祖先